# Candyman
Cet article concerne le film de Bernard Rose. Pour le film de Nia DaCosta, voir Candyman. Pour la chanson de Christina Aguilera, voir Candyman.
Série Candyman
Candyman 2
(1995)
Pour plus de détails, voir Fiche technique et Distribution.
Candyman, ou Candyman, le spectre maléfique au Québec, est un film d'horreur américain écrit et réalisé par Bernard Rose, sorti en 1992.
Il s'agit de l'adaptation de la nouvelle The Forbidden de Clive Barker et du premier film de la franchise du même nom.

## Synopsis
Helen Lyle (Virginia Madsen) est étudiante à l'université de l'Illinois à Chicago, mariée à Trevor (Jean-Louis dans la version canadienne), professeur dans cette même université. Avec son amie Bernadette, elles rédigent une thèse sur les légendes urbaines et les croyances populaires. Au cours de ses investigations, elle est interpellée par une histoire récurrente, celle du mythique Candyman qui terrorise les habitants du quartier défavorisé de Cabrini-Green depuis des décennies, assassinant des femmes et des enfants principalement. Helen sentant qu'elle tient là l'occasion rêvée de pimenter son travail, convainc Bernadette d'aller enquêter sur les lieux mêmes des crimes, dans la cité sordide de Cabrini-Green, un ghetto noir livré aux gangs et à la misère.

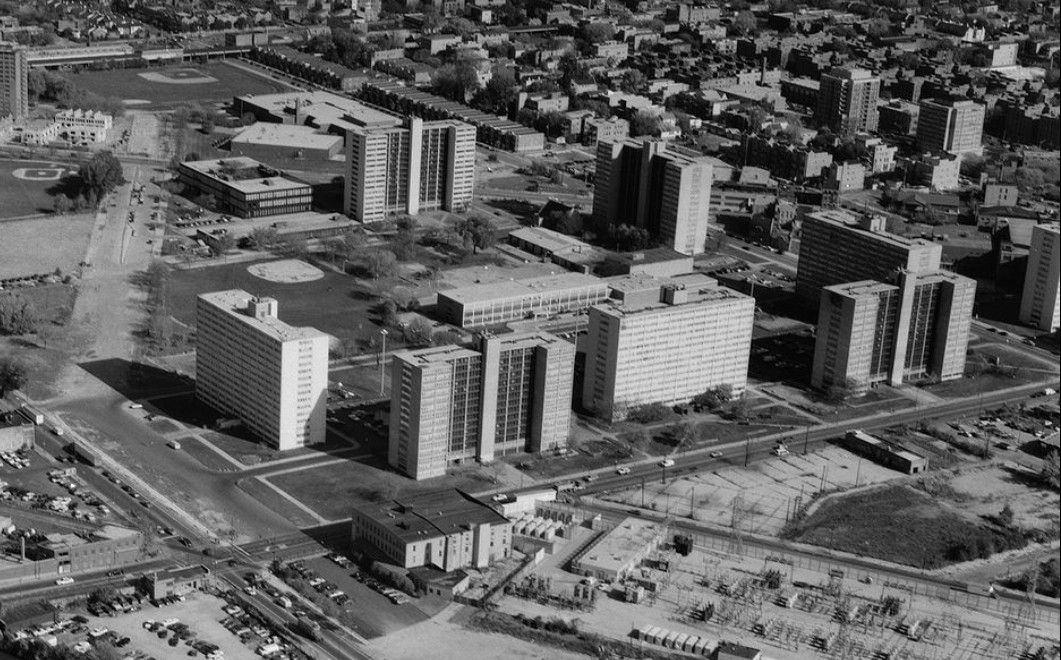
Vue aérienne du quartier de Cabrini-Green à Chicago (été 1999).

Elles se rendent à l'appartement de la dernière victime en date, persuadées que le fantôme est en réalité un meurtrier qui s'introduit dans les appartements, grâce à un défaut de conception permettant la communication entre les salles de bains par un passage situé derrière les miroirs. Sur place, Helen découvre un appartement laissé à l'abandon et recouvert de graffitis étranges et inquiétants. Elles font ensuite la connaissance de la voisine Anne-Marie qui élève seule son bébé et accepte de leur dire ce qu'elle sait.
Plus tard, au cours d'un dîner en compagnie d'un éminent collègue de son mari qui travaille sur les mêmes sujets, elle apprend la véritable histoire de ce Candyman : Daniel Robitaille était un fils d'esclave dont le géniteur avait réussi à faire fortune grâce au brevet de l'invention d'une machine à fabriquer des chaussures. Daniel fréquenta les meilleures écoles et reçut la meilleure éducation possible. Très doué artistiquement, il commença à gagner sa vie en portrayant de riches commanditaires. Ainsi en 1890 il fut mandaté par un riche propriétaire terrien lui commandant une peinture de sa fille encore vierge. Daniel et son modèle nouèrent une idylle et la jeune héritière tomba enceinte. Le père, furieux de cet affront (qui plus est commis par un Noir), paya des brutes épaisses et avinées pour lyncher le pauvre Robitaille. Ils le rouèrent de coups avant de lui trancher la main droite, puis le recouvrirent de miel pour le livrer en pâture aux abeilles qui le piquèrent jusqu'à la mort. Ils incinérèrent ensuite son corps et répandirent ses restes sur les champs qui deviendront des années plus tard le ghetto de Cabrini-Green. Depuis, toute personne qui récite son nom à 5 reprises face à un miroir le voit réapparaître.
Obsédée par ses recherches, Helen retourne à Cabrini et fait la connaissance d'un jeune garçon qui lui conte une énième histoire d'assassinat d'enfant perpétré plusieurs années auparavant. En voulant prendre des photographies des lieux du drame, elle est sauvagement agressée par une bande de délinquants et leur chef armé d'un crochet de boucher. Blessée, elle parviendra malgré tout à confondre son agresseur devant la police, qui croit ainsi avoir trouvé le meurtrier tant recherché qui semait l'horreur dans le quartier.
Quelques semaines plus tard dans un parking Helen est confrontée au véritable Candyman, furieux du scepticisme dont elle fait preuve, et contraint selon lui à se montrer à nouveau pour relancer le mythe, afin que les gens croient de nouveau. Helen s'évanouit devant lui et se réveille dans l'appartement d'Anne-Marie couverte de sang et un hachoir à viande à la main. Le bébé a disparu et la jeune mère est comme folle ; la police alertée intervient et arrête Helen. Interrogée, elle est finalement relâchée grâce au concours de son avocat et peut rentrer chez elle, où son mari ne lui est pas d'un grand secours, accaparé qu'il est par sa liaison avec une de ses étudiantes. Chez elle, la jeune femme est à nouveau harcelée par Candyman et la visite inopportune de Bernadette tournera au carnage. Une nouvelle fois les apparences accusent Helen qui, en plein délire, est internée dans un hôpital psychiatrique. Au cours d'une entrevue avec un médecin, elle invoque Candyman qui se présente et éventre le psychiatre avant de défaire les liens d'Helen, qui parvient à s'échapper de l'hôpital pour rentrer chez elle.
Là, elle a la désagréable surprise de constater que la jeune maîtresse de Trévor a déjà commencé à repeindre l'appartement à son goût (douteux). Trahie, esseulée, Helen n'a plus qu'une idée en tête, retrouver le bébé disparu. Elle retourne à Cabrini-Green et dans l'appartement abandonné du dernier étage, elle découvre le repaire de Candyman qui lui donne un baiser mortel et tente de la convaincre de l'accompagner dans sa quête meurtrière car elle lui rappelle son ancien amour perdu (It Was Always You, Helen). Helen accepte et une fois réveillée elle se rue sur un grand tas de bois et d'ordures amassées aux pieds des tours d'où elle a entendu venir un cri d'enfant. Rampant parmi les déchets, elle retrouve le bébé et le protège de Candyman. Pendant ce temps, les habitants du quartier se regroupent et croyant tenir là Candyman, ils mettent feu au bûcher. Helen parvient à s'extirper du brasier pour rendre le nourrisson à sa mère avant de succomber à ses brûlures. Lors de son enterrement, une foule d'habitants de Cabrini vient lui rendre un dernier hommage, une nouvelle légende est née. L'ultime scène prend place à l'appartement de Trévor où celui-ci est rongé par le remords au grand dam de son ingénue nouvelle compagne. Mortifié, il prononce par 5 fois le nom d'Helen dans le miroir de sa salle de bain. Celle-ci apparaît derrière lui, portant les stigmates de sa mort tragique et le sourire aux lèvres éviscère son ancien compagnon avec un crochet de boucher.

## Fiche technique
Sauf indication contraire, les informations mentionnées dans cette section peuvent être confirmées par les bases de données cinématographiques  présentes dans la section « Liens externes ».
- Titre original et français : Candyman
- Titre québécois : Candyman, le spectre maléfique
- Réalisation : Bernard Rose
- Scénario : Bernard Rose, d'après la nouvelle The Forbidden de Clive Barker
- Musique : Philip Glass
- Photographie : Anthony B. Richmond
- Montage : Dan Rae
- Société de production : Polygram Filmed Entertainment
- Société de distribution : TriStar Pictures
- Pays de production :  États-Unis
- Langue originale : anglais
- Budget : 8 millions de dollars[1]
- Format : couleur – 35 mm – 1,85:1
- Genre : horreur
- Durée : 99 minutes
- Dates de sortie :
  - États-Unis : 16 octobre 1992
  - France : 20 janvier 1993
- Classification :
  - France : interdit aux moins de 16 ans lors de sa sortie

## Distribution
Sauf indication contraire, les informations mentionnées dans cette section peuvent être confirmées par les bases de données cinématographiques  présentes dans la section « Liens externes ».
- Virginia Madsen (V. F. : Annie Balestra et V.Q. : Claudine Chatel) : Helen Lyle
- Tony Todd (V. F. : Pierre Saintons et V.Q. : Yves Corbeil) : Daniel Robitaille / Candyman (en)
- Xander Berkeley (V. F. : Julien Thomast et V.Q. : Jean-Marie Moncelet) : Jean-Louis (Trevor en VO) Lyle
- Kasi Lemmons (V.F. : Odile Schmitt et V.Q. : Sophie Faucher) : Bernadette Walsh
- Vanessa A. Williams (V.Q. : Marie-Andrée Corneille) : Anne-Marie McCoy
- Ted Raimi (V.Q. : François Godin) : Billy
- DeJuan Guy (V.Q. : Émile Durand) : Jake
- Carolyn Lowery : Stacey
- Barbara Alston : Henrietta Mosely
- Stanley DeSantis : Dr Burke
- Gilbert Lewis : l'inspecteur Frank Valento
- Terrence Riggins : Gang Leader
- Michael Culkin (V.F. : Marc Alfos) : Professeur Philip Purcell

Légende : V. F. = Version Française et V. Q. = Version Québécoise

## Production
Eddie Murphy est le premier choix pour le rôle de Candyman, mais il est jugé trop cher pour la production. Virginia Madsen doit interpréter le rôle de Bernadette tandis qu'Alexandra Pigg, la femme du réalisateur à l'époque, est prévue pour jouer le rôle principal. La grossesse d'Alexandra Pigg la contraint à abandonner le rôle et Madsen est ainsi désignée pour la remplacer. Pendant un temps, Sandra Bullock est aussi envisagée pour le principal rôle féminin.
Alors que la nouvelle de Clive Barker a pour cadre Liverpool, l'action du film est déplacée à Chicago et le tournage se déroule dans l'ensemble de logements sociaux de Cabrini-Green, du 4 novembre au 28 décembre 1991. Au sujet du lieu de tournage, le réalisateur Bernard Rose estime que Cabrini-Green est un « endroit incroyable pour un film d'horreur car c'est un lieu où la peur est palpable ».

## Accueil

### Accueil critique
Il reçoit un accueil critique favorable, recueillant 70 % de critiques positives, avec une note moyenne de 6,3/10 et sur la base de 43 critiques collectées, sur le site agrégateur de critiques Rotten Tomatoes.

### Box-office
Le film connaît un certain succès commercial, rapportant environ 25 792 000 de dollars au box-office en Amérique du Nord pour un budget de 8 000 000 de dollars. En France, il a réalisé 176 988 entrées.

## Distinctions
Sauf indication contraire, les informations mentionnées dans cette section peuvent être confirmées par les bases de données cinématographiques  présentes dans la section « Liens externes ».

### Récompenses
- Festival international du film fantastique d'Avoriaz 1993 :
  - Prix du public
  - Meilleure actrice pour Virginia Madsen
  - Meilleure musique pour Philip Glass
- Saturn Awards 1993 : meilleure actrice pour Virginia Madsen

### Nominations
- Saturn Awards 1993 :
  - Meilleur film d'horreur
  - Meilleur scénario
  - Meilleur maquillage

## Analyse
Le film a soulevé une certaine controverse à sa sortie car certains observateurs, notamment le réalisateur Carl Franklin, l'ont accusé de se servir de stéréotypes racistes. Considéré désormais comme un classique de l'horreur des années 1990, le film est vu comme une métaphore des difficultés d'intégration de la minorité afro-américaine.